# هانس کالب
هانس کالب (انگلیسی: Hans Kalb; ۳ اوت ۱۸۹۹ – ۵ آوریل ۱۹۴۵) بازیکن فوتبال اهل آلمان بود.
از باشگاه‌هایی که در آن بازی کرده‌است می‌توان به باشگاه فوتبال نورنبرگ اشاره کرد.
وی همچنین در تیم ملی فوتبال آلمان بازی کرده‌است.